# Cerastis pallida
Cerastis pallida är en fjärilsart som beskrevs av Tutt 1892. Cerastis pallida ingår i släktet Cerastis och familjen nattflyn. Inga underarter finns listade i Catalogue of Life.